# Franziska Ritter (Schauspielerin)

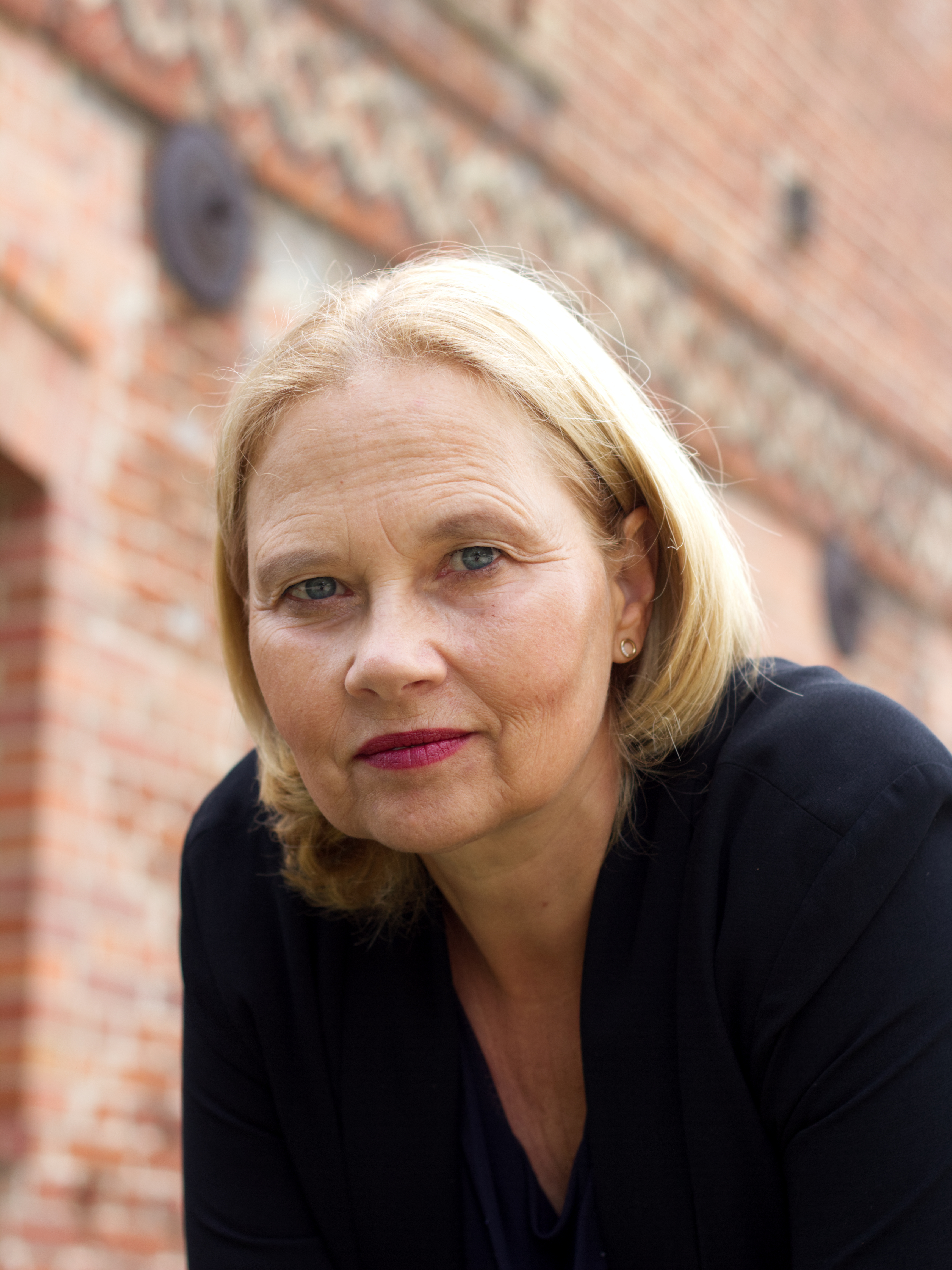
Franziska Ritter (August 2021)

Franziska Ritter (* 1964 in Berlin) ist eine deutsche Schauspielerin, Theaterregisseurin und Hörspielsprecherin.

## Leben
Ritter wuchs in Berlin auf und besuchte nach dem Abitur von 1982 bis 1986 die Hochschule für Schauspielkunst „Ernst Busch“ Berlin, die sie mit dem Diplom und der Note „sehr gut“ abschloss. Während ihres Studiums absolvierte sie daneben eine Gesangsausbildung an der Hochschule für Musik „Hanns Eisler“ Berlin und wurde 1985 mit dem Kritikerpreis der Berliner Zeitung ausgezeichnet. Ein erstes Engagement hatte Ritter von 1986 bis 1990 am Volkstheater Rostock, wo sie auch weiteren Gesangsunterricht nahm. 1990 wechselte sie an die von ihr mitgegründeten Freien Kammerspiele Magdeburg. Von 2000 bis 2005 arbeitete Ritter freischaffend, ehe sie 2005 ein weiteres Festengagement am Berliner Theater an der Parkaue annahm, das 2015 endete. In Berlin war Ritter außerdem gastweise am Deutschen Theater und dem Maxim-Gorki-Theater zu sehen. Im Jahr 2015 führte sie am Theater der jungen Welt in Leipzig Regie beim Bühnenstück Die zweite Prinzessin und inszenierte 2016 an der Neuen Bühne Senftenberg Die Kuh Rosmarie von Andri Beyeler. Anfang 2017 folgte am Theater Plauen Zwickau eine neue Inszenierung von Bei der Feuerwehr wird der Kaffee kalt nach Hannes Hüttner, wobei das Buch ebenfalls von Ritter verfasst wurde. Am Mecklenburgischen Landestheater Parchim hatte am 29. April 2017 Dangerous Obsession von N.J. Crisp Premiere. Franziska Ritter produzierte im vierten Quartal des Jahres wieder am Theater Plauen Zwickau. Das offizielle Weihnachtsmärchen König Drosselbart hatte dort, in einer von Franziska Ritter geschriebenen Fassung, am 30. November 2017 Premiere. 2018 inszenierte sie erstmals am Deutsch-Sorbischen Volkstheater Bautzen.
Seit Beginn der 1990er Jahre arbeitet Franziska Ritter auch als Regisseurin und inszeniert regelmäßig Kinder- und Jugendstücke an zahlreichen Bühnen im Osten Deutschlands.
Bereits 1983 debütierte Ritter vor der Kamera in dem DEFA-Spielfilm Das Luftschiff unter der Regie von Rainer Simon. Seitdem hat sie weitere Aufgaben für Film und Fernsehen wahrgenommen, unter anderem beim Tatort, im Polizeiruf oder bei Notruf Hafenkante.
Ihre Mutter ist die Schauspielerin Gudrun Ritter.

## Theaterrollen (Auswahl)
Freie Kammerspiele Magdeburg
- Julia in Romeo und Julia von William Shakespeare – Regie: Wolf Bunge
- Eve in Der zerbrochne Krug von Heinrich von Kleist – Regie: Axel Richter
- Desdemona in Othello von William Shakespeare – Regie: Wolf Bunge
- Desiree in Krankheit der Jugend von Ferdinand Bruckner – Regie: Axel Richter
- Dascha in Zement von Heiner Müller – Regie: Hermann Schein
- Luise Miller in Kabale und Liebe von Friedrich Schiller – Regie: Klaus Noack
- Mascha in Drei Schwestern von Anton Tschechow – Regie: Axel Richter
- Titelrolle in Mutter Courage und ihre Kinder von Bertolt Brecht – Regie: Klaus Noack
- Titelrolle in Penthesilea von Heinrich von Kleist – Regie: Wolf Bunge
- Titelrolle in Iphigenie auf Tauris von Johann Wolfgang von Goethe – Regie: Wolf Bunge

Volkstheater Rostock
- Sascha in Iwanow von Anton Tschechow – Regie: Axel Richter
- Erste Liebe in Der Auftrag von Heiner Müller – Regie: Klaus Noack
- Warja in Der Kirschgarten von Anton Tschechow – Regie: Axel Richter
- Titelrolle in Lulu von Frank Wedekind – Regie: Klaus Noack
- Recha in Nathan der Weise von Gotthold Ephraim Lessing – Regie: Axel Richter

Theater an der Parkaue
- Bertha von Bruneck in Wilhelm Tell von Friedrich Schiller – Regie: Sascha Bunge
- Claudia Galotti in Emilia Galotti von G. E. Lessing – Regie: Sascha Bunge
- Sitah in Nathan der Weise von G. E. Lessing – Regie: Kay Wuschek
- Titelrolle in Minna von Barnhelm von G. E. Lessing – Regie: Sascha Bunge
- Shen Te und Shui Ta in Der gute Mensch von Sezuan von Bertolt Brecht – Regie: Sascha Bunge

Maxim-Gorki-Theater
- Hermia in Ein Sommernachtstraum von William Shakespeare – Regie: Thomas Langhoff
- Marja in Platonow von Anton Tschechow – Regie: Thomas Langhoff

## Regiearbeiten (Auswahl)
Freie Kammerspiele Magdeburg
- 1991: Was heißt hier Liebe?
- 1992: Die Orgel von Jochens Oma oder Wer ist Alfred?
- 1993: Alles frei – Stuhl besetzt von Horst Hawemann (UA)
- 1994: Sisyphos (Musical) von Dirk Heidicke
- 1995: Schneeweißchen und Rosenrot nach den Gebrüdern Grimm
- 1997: Haha, der letzte Erzähler von Horst Hawemann (UA)
- 1999: Ein Weihnachtslied nach Charles Dickens

Volkstheater Rostock
- 1989: Was heißt hier Liebe?
- 2003: Ronja Räubertochter nach Astrid Lindgren
- 2003: TülliKnülliFülli von Horst Hawemann (UA)

Thalia Theater Halle
- 2001: Was heißt hier Liebe?
- 2001: Creeps von Lutz Hübner
- 2002: Der kleine rote Prinz von Marcel Cremer

Theater an der Parkaue
- 2007: Die Reise nach Brasilien von Daniel Charms
- 2009: Bei der Feuerwehr wird der Kaffee kalt nach Hannes Hüttner (eigene Fassung)
- 2010: Der Beschützer der Diebe nach Andreas Steinhöfel (eigene Fassung)
- 2012: Dreier steht Kopf

Theater der Jungen Welt
- 2015: Die zweite Prinzessin von Gertrud Pigor

Neue Bühne Senftenberg
- 2016: Die Kuh Rosmarie von Andri Beyeler

Theater Plauen Zwickau
- 2017: Bei der Feuerwehr wird der Kaffee kalt in einer eigenen Fassung nach dem Kinderbuch von Hannes Hüttner
- 2017: König Drosselbart nach den Gebrüdern Grimm (eigene Fassung)
- 2018: Horch was kommt von draußen rein ein Liederabend (UA, eigene Fassung)

Mecklenburgisches Landestheater Parchim
- 2017: Dangerous Obsessions von N.J. Crisp

Deutsch Sorbisches Volkstheater Bautzen
- 2018: Der Räuber Hotzenplotz von Martin Lingnau

## Filmografie
- 1983: Das Luftschiff
- 1985: Die Heiratsannonce
- 1986: Sagenhaftes vom Petermännchen
- 1987: Wengler & Söhne
- 1990: Marie Grubbe
- 1991: Jugend ohne Gott
- 2010: Das Geheimnis in Siebenbürgen
- 2012: Notruf Hafenkante – Schuss ins Herz
- 2013: Zeugin der Toten
- 2016: Tatort – Wir – Ihr – Sie
- 2016: Terra X "24 Stunden: Berlin im Kaiserreich"
- 2018: Tannbach – Schicksal eines Dorfes (2. Staffel, 1 Folge)
- 2018: Tatort – Der kalte Fritte
- 2018: Polizeiruf 110 – Crash
- 2020: Jackpot
- 2021: Das Versprechen
- 2021: Erzgebirgskrimi – Der letzte Bissen (Fernsehreihe)
- 2022: Das weiße Schweigen (RTL+)
- 2023: Die Heiland – Wir sind Anwalt (Fernsehserie, Folge Kaltblüter)
- 2023: SOKO Leipzig (Fernsehserie, Folge Napoleon)
- 2024: Gute Zeiten, schlechte Zeiten (Fernsehserie)